# Campionati mondiali juniores di pattinaggio di figura 2013
I Campionati mondiali juniores di pattinaggio di figura 2013 si sono svolti a Milano, in Italia, dal 25 febbraio al 3 marzo. È stata la 38ª edizione del torneo, organizzato dalla International Skating Union.

## Podi
| Evento              | Oro                               | Argento                                 | Bronzo                            |
| Singolare maschile  | Joshua Farris                     | Jason Brown                             | Shotaro Omori                     |
| Singolare femminile | Elena Radionova                   | Julija Lipnickaja                       | Anna Pogorilaja                   |
| Coppie              | Haven Denney / Brandon Frazier    | Margaret Purdy / Michael Marinaro       | Lina Fëdorova / Maksim Miroškin   |
| Danza               | Aleksandra Stepanova / Ivan Bukin | Gabriella Papadakis / Guillaume Cizeron | Alexandra Aldridge / Daniel Eaton |